# Serie A 1957-1958 (pallacanestro maschile)
Il campionato di Serie A di pallacanestro maschile 1957-1958 secondo livello del 36º campionato italiano, è stato il terzo dalla riforma dei campionati. Vengono promosse le prime classificate di ogni girone che al termine della stagione si disputeranno, in partite di andata e ritorno ed eventuale bella, il titolo di campione d'Italia della Serie A

## Girone A

### Classifica
|  |     | Classifica finale 1957-1958 | Pt | G  | V  | P  | PtF  | PtS |
|  | --- | --------------------------- | -- | -- | -- | -- | ---- | --- |
|  | 1.  | Reyer Venezia               | 31 | 18 | 13 | 5  | 1001 | 875 |
|  | 2.  | Ginnastica Goriziana        | 31 | 18 | 13 | 5  | 980  | 878 |
|  | 3.  | AP Udinese                  | 31 | 18 | 13 | 5  | 911  | 820 |
|  | 4.  | Petrarca Padova             | 29 | 18 | 11 | 7  | 920  | 789 |
|  | 5.  | Tosi Legnano                | 26 | 18 | 8  | 10 | 879  | 935 |
|  | 6.  | Itala Gradisca Montiglio    | 26 | 18 | 8  | 10 | 830  | 876 |
|  | 7.  | Solgas Ravenna              | 25 | 18 | 7  | 11 | 838  | 921 |
|  | 8.  | A.S. Pallacanestro Reggiana | 25 | 18 | 7  | 11 | 832  | 944 |
|  | 9.  | Riv Torino                  | 23 | 18 | 5  | 13 | 906  | 976 |
|  | 10. | Libertas Livorno            | 23 | 18 | 5  | 13 | 796  | 879 |

### Risultati
| Risultati                   | VEN   | GOR   | UDI   | PAD   | LEG   | GRA   | RAV   | REG   | TOR   | LIV   |
| --------------------------- | ----- | ----- | ----- | ----- | ----- | ----- | ----- | ----- | ----- | ----- |
| Reyer Venezia               |       | 54-42 | 40-38 | 56-36 | 61-34 | 67-41 | 82-47 | 64-45 | 75-55 | 52-34 |
| Unione Ginnastica Goriziana | 58-44 |       | 52-47 | 51-45 | 66-56 | 59-52 | 63-46 | 73-56 | 81-59 | 57-42 |
| AP Udinese                  | 49-38 | 65-64 |       | 49-63 | 42-40 | 50-43 | 56-32 | 60-39 | 57-49 | 69-42 |
| Petrarca Padova             | 47-36 | 47-51 | 42-43 |       | 57-35 | 64-47 | 52-38 | 58-39 | 78-33 | 50-33 |
| Tosi Legnano                | 59-62 | 45-38 | 32-39 | 48-45 |       | 62-55 | 55-49 | 40-41 | 65-56 | 60-49 |
| Itala Gradisca              | 52-40 | 36-25 | 47-52 | 41-43 | 59-49 |       | 45-37 | 38-32 | 56-46 | 52-45 |
| Solgas Ravenna              | 59-60 | 53-54 | 46-39 | 36-42 | 57-38 | 69-47 |       | 57-50 | 62-60 | 44-39 |
| Pallacanestro Reggiana      | 45-62 | 44-55 | 48-61 | 58-53 | 48-43 | 51-42 | 37-32 |       | 48-44 | 49-45 |
| Riv Torino                  | 63-50 | 45-49 | 69-49 | 48-53 | 69-70 | 42-25 | 36-39 | 53-41 |       | 50-45 |
| Libertas Livorno            | 51-58 | 42-32 | 34-46 | 47-45 | 42-48 | 43-52 | 66-35 | 64-51 | 33-29 |       |

### Spareggio promozione
| Modena 17 maggio 1958 | Reyer Venezia | 65 – 50 | APU Udinese |  |

| Modena 18 maggio 1958 | Unione Ginnastica Goriziana | 57 – 51 | APU Udinese |  |

| Modena 18 maggio 1958 | Reyer Venezia | 53 – 50 | U.G. Goriziana |  |

## Girone B

### Classifica
|  |    | Classifica finale 1957-1958 | Pt | G  | V  | P  | PtF | PtS |
|  | -- | --------------------------- | -- | -- | -- | -- | --- | --- |
|  | 1. | Lazio Roma                  | 28 | 16 | 12 | 4  | 989 | 846 |
|  | 2. | Cartegiunco Roseto          | 26 | 16 | 10 | 6  | 950 | 902 |
|  | 3. | Ex Massimo Roma             | 26 | 16 | 10 | 6  | 839 | 802 |
|  | 4. | Pallacanestro Napoli        | 26 | 16 | 10 | 6  | 759 | 746 |
|  | 5. | Libertas Brindisi           | 23 | 16 | 7  | 9  | 811 | 796 |
|  | 5. | Pallacanestro Bari          | 23 | 16 | 7  | 9  | 752 | 790 |
|  | 5. | Stamura Ancona              | 23 | 16 | 7  | 9  | 647 | 739 |
|  | 8. | Cestistica Civitavecchia    | 22 | 16 | 6  | 10 | 735 | 788 |
|  | 9. | Sport Vela Viareggio        | 19 | 16 | 3  | 13 | 777 | 850 |

### Risultati
| Risultati                | LRom  | ROS   | EAMRo | NAP   | BRI   | BAR   | ANC   | CIV   | VIA   |
| ------------------------ | ----- | ----- | ----- | ----- | ----- | ----- | ----- | ----- | ----- |
| Lazio Pallacanestro      |       | 79-61 | 56-54 | 68-50 | 73-53 | 55-40 | 60-37 | 66-54 | 68-63 |
| Cartegiunco Roseto       | 64-61 |       | 66-50 | 58-39 | 48-46 | 38-33 | 71-52 | 51-44 | 46-40 |
| Ex Massimo Alunni Roma   | 50-40 | 76-65 |       | 45-51 | 46-43 | 51-50 | 60-50 | 76-36 | 54-51 |
| Pallacanestro Napoli     | 66-59 | 53-64 | 44-45 |       | 45-35 | 36-32 | 54-35 | 47-40 | 35-22 |
| Libertas Brindisi        | 49-50 | 73-68 | 56-48 | 65-42 |       | 50-47 | 43-48 | 55-49 | 60-43 |
| Pallacanestro Bari       | 57-82 | 83-82 | 43-42 | 42-56 | 50-48 |       | 54-30 | 49-46 | 60-45 |
| Stamura Ancona           | 35-32 | 55-54 | 34-46 | 41-29 | 28-38 | 50-34 |       | 40-37 | 52-48 |
| Cestistica Civitavecchia | 54-71 | 61-54 | 69-44 | 40-54 | 46-40 | 31-40 | 25-22 |       | 58-44 |
| Sport Vela Viareggio     | 59-69 | 57-60 | 48-52 | 55-58 | 65-57 | 48-38 | 54-38 | 35-45 |       |

## Finali per il titolo
| Venezia 2 giugno 1958 | Reyer Venezia | 63 – 52 | Lazio Pallacanestro |  |

| Roma 8 giugno 1958 | Reyer Venezia | 51 – 50 | Lazio Pallacanestro |  |

## Verdetti
- La Reyer Venezia vince il titolo nazionale di serie A

Formazione Venezia: Donega, Toso, Moscheni, Montesco, Doria, Bognolo, Geroli, Girardo, Vincenti, Del Zotto
Allenatore: Marsico

## Fonti
Il Corriere dello Sport edizione 1957-58
La Gazzetta del Mezzogiorno edizione 1957-58